# Fotosistema II

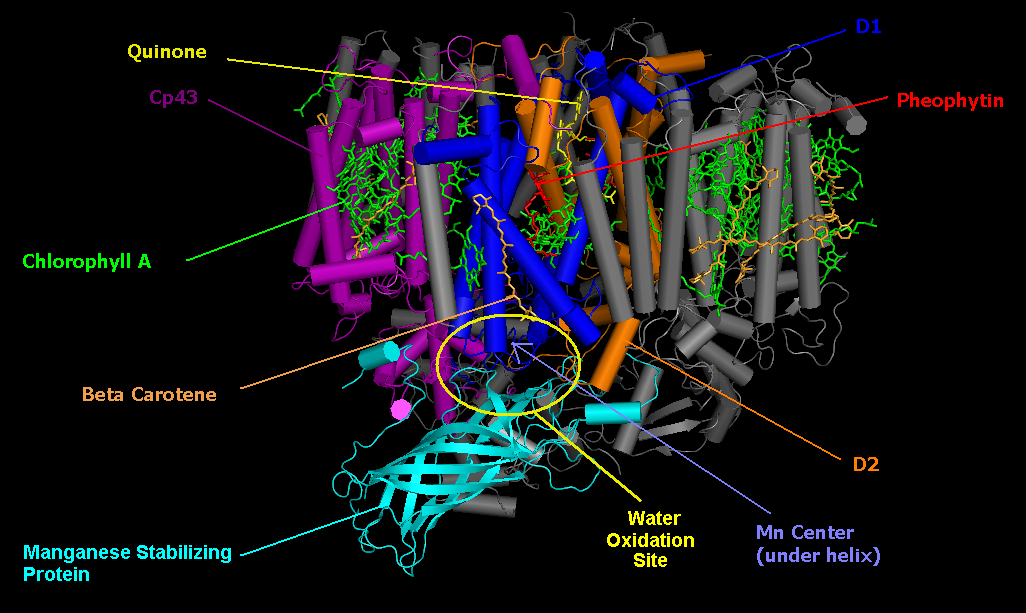
Monomero del fotosistema II di cianobatterio.

Il fotosistema II  (o acqua-plastochinone ossidoreduttasi, spesso indicato con l'acronimo PSII) è il primo fotosistema coinvolto nelle reazioni fotosintetiche in alghe, piante e alcuni batteri. Il fotosistema II è una complessa transmembrana localizzata, nei cloroplasti, a livello della membrana tilacoidale (nei batteri si trova invece sulla membrana plasmatica) ed è così chiamata perché fu scoperta successivamente al fotosistema I. L'enzima cattura i fotoni e ne utilizza l'energia per aumentare il livello energetico degli elettroni che vengono trasportati attraverso una varietà di cofattori fino a ridurre il plastochinone a plastochinolo. L'energizzazione dell'elettrone provoca l'ossidazione dell'acqua a idrogenione (H+) e ossigeno molecolare. Dalle molecole di acqua, il fotosistema II ricava tutti gli elettroni necessari alla fotosintesi. I protoni generati dall'ossidazione dell'acqua sono pompati nello stroma del cloroplasto dove contribuiscono a formare il gradiente protonico che viene successivamente utilizzato dall'ATP sintasi per sintetizzare ATP.

## Struttura
Il core del PSII è costituito da un eterodimero pseudosimmetrico di due proteine omologhe (D1 e D2).
A differenza del centro di reazione di tutti gli altri tipi di fotosisitemi, che presentano una coppia di clorofille strettamente associate tra loro, il pigmento che determina la prima separazione di cariche nel PSII è una clorofilla monomerica. Poiché in questo caso l'elevata carica positiva non è condivisa tra due molecole, il pigmento risulta altamente ossidante e pertanto è in grado di prendere parte alla lisi dell'acqua.
Il fotosistema II dei cianobatteri e delle piante verdi è costituito da circa 20 subunità (variabili a seconda dell'organismo) e da altre proteine accessorie (dette light-harvester) in grado di aumentare la superficie del fotosistema così da intercettare più luce. Ogni fotosistema II contiene almeno 99 cofattori: 35 clorofille a, 12 molecole di beta-carotene, due feofitine, due plastochinoni, due eme, una molecola di idrogenocarbonato, 20 molecole lipidiche, un gruppo Mn4CaO5, due atomi Fe2+ non eme e due putativi ioni Ca2+ per monomero.

## Complesso evolvente ossigeno
Il complesso evolvente ossigeno è la sede dell'ossidazione dell'acqua. È costituito da un cluster che comprende quattro atomi di manganese (il cui stato di ossidazione varia da +3 a +5) e uno ione di calcio bivalente. Durante la reazione ogni due molecole di acqua che vengono ossidate il complesso produce ossigeno molecolare e libera quattro elettroni; dall'acqua gli elettroni passano ad una tirosina (Y161) della subunità D1 e da lì al centro di reazione P680.

## Foto-ossidazione dell'acqua
La foto-ossidazione dell'acqua è una delle reazioni più importanti sulla Terra poiché è la fonte di quasi tutto l'ossigeno molecolare presente nell'atmosfera. Il meccanismo di ossidazione dell'acqua a ossigeno richiede l'estrazione di quattro elettroni e quattro protoni da due molecole d'acqua. L'evidenza sperimentale che l'ossigeno viene rilasciato attraverso una reazione ciclica tra il complesso evolvente ossigeno e il fotosistema II è stata fornita da Pierre Joliot nel 1969. Joliot dimostrò che se materiale vegetale fotosintetico adattato al buio veniva esposto a una serie di impulsi luminosi (flash) si poteva osservare la produzione di ossigeno variare con un caratteristico profilo oscillante caratterizzato da quattro picchi di massimo, dei quali i massimi si presentavano in occasione del terzo e settimo flash e i minimi in corrispondenza del primo e quinto flash. Partendo da queste osservazioni, successivamente, il gruppo di Bessel Kok descrisse i quattro stati di ossidazione del complesso evolvente ossigeno: dopo aver raggiunto lo stato di massima ossidazione (stato S4) il complesso ritorna al suo stato stabile più basico (stato S0), nel quale si trova in assenza di luce passando attraverso gli stati intermedi, chiamati "stati S", descritti in seguito da altri ricercatori. Non si tratta di una fotolisi in quanto non viene prodotto idrogeno molecolare, ma protoni.